# Гаранин, Виктор Петрович
Виктор Петрович Гаранин (12 ноября 1933, Московская область) — советский военачальник, начальник Черниговского высшего военного авиационного училища лётчиков имени Ленинского Комсомола (1976—1980), командующий ВВС Приволжского военного округа (1982—1987), заместитель начальника Военно-воздушной академии имени Ю. А. Гагарина (1987—1989), генерал-лейтенант авиации. Заслуженный военный лётчик СССР.

## Биография
Родился 12 ноября 1933 года в деревне Боровково Ногинского района Московской области в многодетной крестьянской семье. 
Трудовую деятельность начал подростком в годы Великой Отечественной войны, помогая на сельскохозяйственных работах в колхозе и по домашнему хозяйству. Учился в школе.
В возрасте 14 лет вступил в ряды ВЛКСМ. Через год за хорошую работу в колхозе ему разрешили поступить в ремесленное училище в городе Ногинск. Параллельно поступил в восьмой класс вечерней школы. После окончания училища работал токарем 4-го разряда на заводе в городе Электросталь. 
Окончив десятый класс вечерней школы, по комсомольской путевке от горкома ВЛКСМ с сентябре 1952 года был направлен в 6-ю военную авиационную школу первоначального обучения летчиков (ВАШПОЛ) в городе Каменка Пензенской области, которую окончил и в июле 1953 года поступил в Качинское Краснознамённое военное авиационное училище лётчиков имени А. Ф. Мясникова (ВАУЛ) в городе Красный Кут Саратовской области (с 1954 года в городе Сталинград, ныне — Волгоград), которое окончил с отличием в сентябре 1955 года.
По окончании Качинского ВАУЛ в декабре 1955 года был оставлен служить в училище лётчиком-инструктором, а затем (до августа 1965 года) — командиром звена 707-го учебного авиационного полка в селе Лебяжье Камышинского района Волгоградской области. Летал на МиГ-15 и МиГ-17. В 1965 заочно окончил Качинское ВВАУЛ. В 1969 году окончил Военно-воздушную академию имени Ю. А. Гагарина в городе Монино Московской области.
В июне — декабре 1969 — командир авиаэскадрильи, а в декабре 1969 — июне 1971 – заместитель командира 812-го учебного авиационного полка Харьковского ВВАУЛ в городе Купянск Харьковской области Украинской ССР (ныне — Украины). В июне 1971 — ноябре 1973 года — командир 810-го учебного авиационного полка Харьковского ВВАУЛ в городе Чугуев Харьковской области. Летал на МиГ-17.
В ноябре 1973 — ноябре 1976 года — заместитель начальника по лётной подготовке, а в ноябре 1976 — ноябре 1980 года — начальник Черниговского высшего военного авиационного училища лётчиков имени Ленинского комсомола (ЧВВАУЛ) в городе Чернигов Украинской ССР (ныне — Украины). Летал на МиГ-21, МиГ-23, L-29 и L-39. В 1976 окончил Академические курсы при Военно-воздушной академии имени Ю.А. Гагарина.
Указом Президиума Верховного Совета СССР от 15 августа 1980 года за особые заслуги в освоении авиационной техники, высокие показатели в воспитании и обучении летных кадров и многолетнюю безаварийную летную работу в авиации Вооружённых Сил СССР удостоен почётного звания «Заслуженный военный летчик СССР».
В ноябре 1980 — октябре 1982 года — заместитель командующего Военно-воздушными силами (ВВС) Киевского военного округа (штаб — в городе Киев). В октябре 1982 — августе 1987 года — командующий ВВС Приволжского военного округа (штаб — в городе Куйбышев, ныне Самара). В 1984 году окончил Высшие академические курсы при Военной академии Генерального штаба ВС СССР имени К.Е. Ворошилова. 
В августе 1987 — ноябре 1989 года — заместитель начальника Военно-воздушной академии имени Ю. А. Гагарина в посёлке городского типа Монино Щелковского района Московской области.
С ноября 1989 года генерал-лейтенант авиации В. П. Гаранин — в запасе.
Живёт в Монино.
Генерал-лейтенант авиации (1983).
Брат — Гаранин Николай Петрович (1929—2012) — учёный, ректор Московской государственной академии водного транспорта, заслуженный деятель науки и техники РСФСР.

## Награды
- ордена «За службу Родине в Вооружённых Силах СССР» 2-й и 3-й степеней;
- медали СССР и Российской Федерации;
- Заслуженный военный лётчик СССР (15.08.1980).